# Idioma ishkashimi

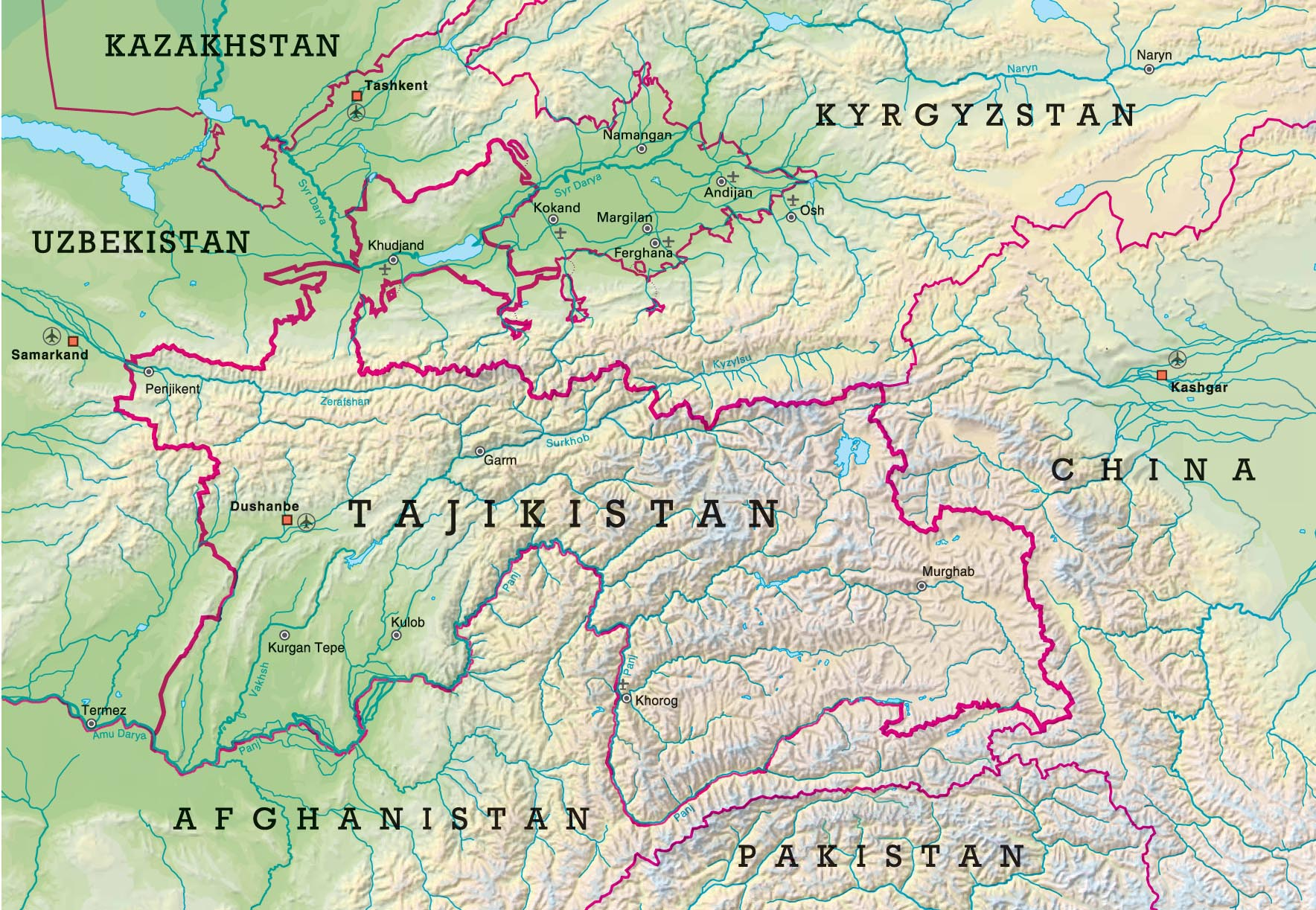
Las regiones de Badakhsan, Gorno-Badakhsan y Chitral juntas

Ishkashimi (Ishkashimi: škošmī zəvuk/rənīzəvuk) es un idioma iraní hablado predominantemente en la provincia de Badakhshan en Afganistán y en la región autónoma de Gorno-Badakhshan en Tayikistán.
El número total de hablantes es c. 2.500, la mayoría de los cuales se encuentran ahora dispersos por Tayikistán y Afganistán y pequeñas aldeas en los alrededores. Según este número, el ishkashimi corre peligro de extinción o peligro crítico de extinción en los próximos 100 años, mientras que otros idiomas importantes se hablan en escuelas, hogares, etc. Estos idiomas son el idioma tayiko en Tayikistán y el Dari language en Afganistán, y están contribuyendo a la disminución del uso de Ishkashimi, que en este momento tiene un estatus de lengua en peligro de extinción. Además, la información sobre el idioma ishkashimi es limitada debido a la falta de una investigación extensa y sistemática y a la falta de un sistema escrito.
Ishkashimi está estrechamente relacionado con los dialectos Zebaki y Sanglechi (en Afganistán). Hasta hace poco, se agrupaba con el dialecto Sanglechi en la familia Sanglechi-Ishkashimi (sgl), pero un análisis lingüístico más completo mostró diferencias significativas entre estas variedades de habla. La fonología y la gramática del idioma Ishkashimi es similar a la fonología y la gramática del dialecto Zebaki estrechamente relacionado.

## Distribución geográfica
El idioma ishkashimi tiene aproximadamente 2500 hablantes, de los cuales 1500 hablantes están en los distritos de Ishkashim y Wakhan y una variedad de aldeas en la provincia de Badakhshan en Afganistán, y 1000 hablantes están en el Gorno-Badakhshan Autonomous Región en Tayikistán, particularmente en la ciudad de  Ishkoshim y las aldeas vecinas de Ryn y Sumjin.

## Clasificación
Ishkashimi es una  lengua iraní de la  familia indoeuropea. Originalmente, se consideraba que Ishkashimi pertenecía a la familia Sanglechi-Ishkashimi de lenguas iraníes orientales. Pero una investigación reciente mostró que tal combinación era inapropiada para estos dialectos debido a las importantes diferencias lingüísticas entre ellos. Y el 18 de enero de 2010, el idioma principal se retiró y se dividió en lo que ahora son los dialectos  Sanglechi e Ishkashimi. Además, esta subfamilia se ha considerado parte del grupo lenguas pamir, junto con el idioma wakhi, y del subgrupo que comprende  shughni, rushani,  Sarikoli,  Yazgulyam, etc. Sin embargo, esta es una agrupación areal más que genética.

### Estado oficial
Ishkashimi es una lengua amenazada que no tiene un estatus de lengua oficial en las regiones de su uso.

### Dominio del idioma
La vitalidad del idioma ishkashimi, a pesar de las actitudes positivas hacia el idioma, está disminuyendo debido al uso cada vez mayor por hablantes nativos de otros idiomas como el dari en Afganistán y el  tayiko en Tayikistán en una variedad de dominios, como la educación, religiosos, de dominio privado y otros. Por ejemplo, debido a que el Dari es el idioma del sistema educativo, casi todos los hablantes de Ishkashimi, y especialmente los más jóvenes, tienen un alto nivel de Dari. ELa educación puede complicarse con el uso de dos idiomas, por lo que las escuelas prefieren usar el dari. Las instrucciones están únicamente en dari, pero rara vez los maestros hablarán en ishkashimi a los estudiantes para obtener explicaciones. Al igual que en las escuelas, la religión se practica ampliamente con Dari, especialmente para la predicación y las oraciones, y cuando se trata de los medios de comunicación y el gobierno, el Dari se usa exclusivamente. Meanwhile, in the private and community domains both Dari and Ishkashimi languages are used equally. En las áreas de Tayikistán, el ishkashimi es la primera opción para la comunicación entre miembros de la familia y en conversaciones privadas entre amigos y compañeros de trabajo, sin embargo, el uso de los idiomas tayiko y wakhi en otros dominios conduce a una disminución en el uso del ishkashimi.  Existe un entendimiento en la comunidad de habla Ishkashimi de que el idioma puede enfrentar una posible extinción debido a su uso limitado.

## Dialectos / Variedades
Hay variedades afganas y tayikas de ishkashimi de lengua ishkashimi, y se considera que son mutuamente comprensibles, como demostraron algunos cuestionarios sociolingüísticos.

## Phonology

### Vocales
Hay siete fonemas vocales: a, e, i, o, u, u, y ə 
| 3 Grupos        | 3 Grupos | 3 Grupos | 3 Grupos | 3 Grupos | 3 Grupos |
| --------------- | -------- | -------- | -------- | -------- | -------- |
| Larga y estable | e        | i,       | o        | u        | u ⟨о, u⟩ |
| Variar          | a ⟨a, å⟩ | a ⟨a, å⟩ | a ⟨a, å⟩ | a ⟨a, å⟩ | a ⟨a, å⟩ |
| Corta           | ə        | ə        | ə        | ə        | ə        |

### Consonantes
Hay treinta y un fonemas consonantes:
| Labial | Dental/Alveolar | Retroflex | Palatal | Velar | Uvular |
| ------ | --------------- | --------- | ------- | ----- | ------ |
| m      | t               | t         | y       | k     | q      |
| p      | d               | d         |         | g     | x      |
| b      | c [ts]          | ṧ         |         |       | y      |
| w      | j [dz]          | žá        |         |       |        |
| f      | č               | čˊ        |         |       |        |
| f      | ǰ               | lÂ        |         |       |        |
|        | s               |           |         |       |        |
|        | z               |           |         |       |        |
|        | š               |           |         |       |        |
|        | ž               |           |         |       |        |
|        | n               |           |         |       |        |
|        | l               |           |         |       |        |
|        | r               |           |         |       |        |

### Características especiales
Ishkashimi, como una de las lenguas de Pamir, no contiene fonemas fricativos velares, lo que posiblemente sea el resultado de haber sido influenciado por las lenguas persa e indo-arias a lo largo de la historia de su desarrollo. Además, el uso de la consonante [h] en el idioma es opcional.

### Estrés
Hay muchas excepciones, pero como regla general, el acento recae en la última sílaba de una palabra con varias sílabas. A veces, como resultado del ritmo de la frase, el acento se moverá libremente a sílabas distintas de la última sílaba.

## Gramática

### Morfología
- No se utiliza género gramatical.
- No hay variación entre adjetivos ni distinción en número.
- La expresión de comparativos y superlativos se realiza mediante modificadores de sintaxis y adverbiales, mientras que para las relaciones de casos se utilizan pre y posposiciones y sufijos.[1]

#### Suffixes
| Función             | Sufijos          | Ejemplo            |
| ------------------- | ---------------- | ------------------ |
| Plural              | -ó               | olax-ó (mountains) |
| Artículo indefinido | -(y)i            |                    |
| Derivación          | -don, -dor, -bon |                    |

#### Pronombres
| Pronombres personales | Pronombres personales | Pronombres personales | Pronombres personales | Pronombres personales |
| Singular              | Plural                | Plural                | Plural                |                       |
| Yo                    | nosotros              | usted                 | ellos                 |                       |
| --------------------- | --------------------- | --------------------- | --------------------- | --------------------- |
| az (i)                | məx(o)                | təməx                 | tə                    |                       |

| Pronombres demostrativos (usados para pronombres de tercera persona*) | Pronombres demostrativos (usados para pronombres de tercera persona*) | Pronombres demostrativos (usados para pronombres de tercera persona*) |
| este                                                                  | ese                                                                   | aquel                                                                 |
| --------------------------------------------------------------------- | --------------------------------------------------------------------- | --------------------------------------------------------------------- |

#### Numerales
| Ortografía | Valor | Composición       |
| ---------- | ----- | ----------------- |
| uk (ug)    | 1     |                   |
| də(w)      | 2     |                   |
| ru(y)      | 3     |                   |
| cəfur      | 4     |                   |
| punz       | 5     |                   |
| xul/lá     | 6     |                   |
| uvd        | 7     |                   |
| uvd        | 8     |                   |
| uvd        | 9     |                   |
| da         | 10    | Loan from Persian |

#### Tiempos
| actual | finales personales |  | - | pasado | las terminaciones son movibles | γažd-əm ("dije") | - | perfecto | γaž-əm ("I say") |

### Sintaxis
El orden de las palabras en Ishkashimi es  SOV (Sujeto-objeto-verbo), sin embargo, el orden puede verse influenciado por las variedades de la estructura de información en las oraciones.

## Vocabulario

### Palabras prestadas
Una parte significativa del vocabulario de Ishkashimi contiene palabras y estructuras sintácticas que fueron tomadas de otros idiomas, la razón detrás de esto es un contacto regular y cercano de los hablantes de Ishkashimi con otros idiomas. Por ejemplo, la historia de la partícula de enfoque "Faqat" (en español: sólo) muestra que se tomó prestada del idioma persa, que antes el persa tomó prestado del árabe.

### Palabras tabú
Palabras tabú se formaron y agregaron al idioma Ishkashimi como resultado del uso de epítetos antiguos y de la derivación de las palabras de otros idiomas, seguido a menudo por el cambio de su significado y pronunciación. Algunas de las palabras tabú de Ishkashimi, que también se consideran tabú en otros idiomas de Pamir, son:
- Xirs - para oso
- Sabilik - para lobo
- Urvesok - para zorro
- Si - por liebre
- Purk - para ratón/rata

## Sistema de escritura
Ishkashimi es un idioma no escrito que no tiene un sistema de escritura o literatura, y en los siglos anteriores el idioma persa, que dominó la región, se usó para escribir parte del folclore tradicional. Sin embargo, se hicieron algunos esfuerzos a finales del siglo XX para implementar un sistema de escritura basado en Alfabeto cirílico.